# Justice d'abord
Pour plus de détails, voir Fiche technique et Distribution.
Justice d'abord est un film muet français réalisé par Yakov Protazanov, sorti en 1921. 
Il s'agit du remake du film Prokuror (1917) du même réalisateur.

## Fiche technique
- Titre français : Justice d'abord
- Réalisation : Yakov Protazanov
- Scénario : Ivan Mosjoukine
- Photographie : Fédote Bourgasoff
- Pays de production :  France
- Langue : film muet avec les intertitres  en français
- Format : Noir et blanc — 35 mm — 1,33:1 — Muet
- Genre : Film dramatique
- Dates de sortie : 
  - France : 1921

## Distribution[1]
- Nathalie Lissenko
- Ivan Mosjoukine
- Nicolas Koline
- Jeanne Bérangère
- Vera Orlova